# Lost Without Your Love
Lost Without Your Love je šesté a poslední studiové album kalifornské soft rockové skupiny Bread, vydané v roce 1977. Po vydání tohoto alba se skupina rozpadá a znovu je obnovena až v roce 1996.

## Seznam skladeb
1. "Hooked on You" – 2:18 (Gates)
2. "She's the Only One" – 3:00 (Griffin/Royer)
3. "Lost Without Your Love" – 2:56 (Gates)
4. "Change of Heart" – 3:18 (Gates/Griffin)
5. "Belonging" – 3:17 (Gates)
6. "Fly Away" – 3:05 (Griffin/Royer)
7. "Lay Your Money Down" – 2:41 (Gates)
8. "The Chosen One" – 4:40 (Gates)
9. "Today's the First Day" – 3:24 (Griffin/Royer)
10. "Hold Tight" – 3:05 (Gates)
11. "Our Lady of Sorrow" – 4:14 (Griffin/Royer)

## Sestava
- David Gates - zpěv, kytara, baskytara, klávesy
- James Griffin - zpěv, kytara, klávesy
- Larry Knechtel - klávesy, baskytara, kytara
- Mike Botts - bicí